# Лиен, Йенс
Йенс Лиен (норв. Jens Lien; род. 14 сентября 1967) — норвежский кинорежиссёр. Обладатель премии «Аманда» за режиссёрскую работу в фильме Неуместный человек.

## Биография
Родился 14 сентября 1967 года в Осло, где и провёл большую часть детства. В 1990 году поступил в международную лондонскую киношколу, которую окончил в 1993 году. Его дипломной, а также дебютной работой стал короткометражный фильм Монтана. В этом же году он был продемонстрирован в рамках международного кинофестиваля короткометражных фильмов в Гримстаде. На следующий год Лиен подготовил новый короткометражный фильм под названием Моя электрическая кухня для демонстрации в Гримстаде. Впоследствии созданные в 2000 году короткометражки Закрой дверь и Натуральные очки были показаны в рамках программы короткоментражных фильмов на Международном каннском кинофестивале До 2003 года Йенс занимался маркетингом и созданием рекламных роликов. Его дебютом в большом кино стала картина Джонни Ванг. Фильм был отобран для внеконкурсного показа на Берлинском международном кинофестивале, и после показа был куплен для демонстрации в Сан-Хосе, Брюссели и т. д. Он также получил номинацию на премию «Аманда» за лучший фильм, но проиграл ленте Кухонные байки.

## Фильмография
| Год  |     | Русское название        | Оригинальное название   | Роль                          |
| ---- | --- | ----------------------- | ----------------------- | ----------------------------- |
| 1992 | ф   | Монтана                 | Montana                 | режиссёр, сценарист           |
| 1995 | ф   | Моя электрическая кухня | Mitt elektriske kjøkken | режиссёр, продюсер, сценарист |
| 1998 | в   |                         | Naken greve             | режиссёр, продюсер, сценарист |
| 2000 | кор |                         | Hver søndag hos mor     | режиссёр                      |
| 2000 | кор | Закройте дверь          | Døren som ikke smakk    | режиссёр                      |
| 2001 | кор | Натуральные очки        | Naturlige briller       | режиссёр, продюсер            |
| 2001 | тф  | Напряжение              | Spenn                   | режиссёр                      |
| 2003 | ф   | Джони Ванг              | Jonny Vang              | режиссёр                      |
| 2004 | в   |                         | Bok kokken              | режиссёр, продюсер            |
| 2006 | ф   | Неуместный человек      | Den brysomme mannen     | режиссёр                      |
| 2007 | кор |                         | Høydepunkter            | режиссёр, продюсер            |
| 2011 | ф   | Сыны Норвегии           | Sønner av Norge         | режиссёр                      |